# 佐保村
佐保村（さほむら）は奈良県添上郡にあった村。現在の奈良市中心部の北方、佐保川右岸にあたる。

## 地理
- 河川：佐保川
- 溜池：鴻ノ池、佐保田第一池、佐保田第二池、井田池

## 歴史
- 1889年（明治22年）4月1日 - 町村制の施行により、法蓮村・法華寺村・半田開村の区域をもって発足。
- 1923年（大正12年）4月1日 - 奈良市に編入[1]。同日佐保村廃止。

## 交通

### 鉄道路線
鉄道省関西本線が通過したが、駅は所在しなかった。1907年（明治40年）までは大仏駅が所在していた。

## 名所・旧跡・観光スポット・祭事・催事
- 宇奈多理座高御魂神社
- 法華寺
- 海龍王寺
- 不退寺
- 興福院
- コナベ古墳
- ウワナベ古墳
- 聖武天皇陵
- 仁正皇太后陵